# 八十島助左衛門
八十島 助左衛門（やそじま すけざえもん、生没年不詳）は、安土桃山時代の武将。石田三成の家臣。別名：道壽。子も八十島助左衛門を称した。

## 略歴
出自は斯波義統の家臣という。父は八十島虎仍助左衛門道除とされる。
石田三成の右筆をつとめていた。老臣だという。
朝鮮出兵の際、豊臣家と島津義弘との申次を務めている。
慶長3年（1598年）8月、豊臣秀吉が没すると、その旨を徳川家康に報告している。
慶長5年（1600年）関ヶ原の戦いの際、助左衛門は、主君・三成の命を受けて、攻撃をしない島津家に対する使番をつとめた。
助左衛門は旗本の磯野平三郎と入江権左衛門を連れて、笹尾山の裏手から五町ほど馬を走らせて島津義弘の陣を訪れた。
ここで下馬せずに馬上から申し出たために、島津豊久の家臣たちは「尾籠」だと言い、使者の態度に激怒した豊久も「今日の儀は面々手柄次第に可相働候、御方も共通に御心得候得」と怒鳴り返して追い返したと伝えられている。その後陣に帰ったとも、恥じて離脱したともいう。磯野平三郎は、助左衛門を強く批判し、「関ヶ原　八十島とかけて逃げ出でぬと　人には告げよ　あまりの憎さに」と歌を詠んだと伝わる。
戦後、藤堂高虎に召し抱えられた。あるとき、高虎が、自らの生涯を記載した書物を、徳川家光の御前で披露する際に、酒井忠勝は林羅山に読ませようとすると、高虎は、自分のことを終始知っている者に読ませたいと申し、助左衛門を召し出して、書物を読ませたと伝わる。
その後は不明。

## 演じた俳優
- 大河ドラマ「葵 徳川三代」（2000年、演：崎山祐一）
- 映画『関ヶ原』(2017年、演：堀部圭亮)

## 参考資料
・『関原軍記大成』